# Trương Gia Nhi
Trương Gia Nhi 張嘉兒 (Kayi Cheung; sinh ngày 18 tháng 11 năm 1983 tại Hồng Kông) là Hoa hậu Hồng Kông 2007. Ngày 21 tháng 7 năm 2007, cô đăng quang danh hiệu Hoa hậu Hồng Kông 2007 nhưng nhiều khán giả đã cho rằng cô không đủ xinh đẹp để đăng quang. Với danh hiệu vừa nhận được, Trương Gia Nhi có nghĩa vụ đại diện cho Hồng Kông tham dự cuộc thi Hoa hậu Thế giới 2007 tổ chức tại Tam Á, Trung Quốc. Trong đêm chung kết, Trương Gia Nhi được chọn là một trong hai Hoa hậu Nhân ái (cùng với hoa hậu Ecuador) vì đã tích cực tham gia các hoạt động giúp đỡ người già không nơi nương tựa và đồng thời là cộng tác viên lâu năm của UNICEF. Với thành tích đã đạt được, Trương Gia Nhi đã đưa Hồng Kông nhảy vọt từ vị trí thứ 102 lên thứ 73 trên bảng xếp hạng sắc đẹp quốc tế của trang web Global Beauties.